# Lüge einer Sommernacht
Lüge einer Sommernacht (4 passi fra le nuvole), im Fernsehen auch Vier Schritte in den Wolken, ist ein italienischer Filmklassiker (1942) von Alessandro Blasetti. Die dramatische Komödie über Familienbeziehungen spart tragische Momente nicht aus. Blasetti, Cesare Zavattini und die übrigen Drehbuchautoren setzten den eskapistischen Filmen, die in der faschistischen Ära in Italien vorherrschten, eine andere Sicht entgegen. Um Realitätsnähe bemüht, zeigten sie Kleinbürger der Vorstadt, die Schwierigkeiten der Arbeitswelt, und die Enge der überfüllten Züge wie des Familienlebens; die im Freien an echten Schauplätzen gedrehten Szenen nehmen eine wichtige Stellung ein. In diesen Aspekten ähnelt diese Komödie den ab 1943 geschaffenen neorealistischen Filmen und wird oft als Übergangswerk zu dieser Bewegung bezeichnet. Der längere Teil des Films ereignet sich auf dem Land und schildert das dortige Leben als gesund, während die Bauersleute das Herz auf dem rechten Fleck haben.
Im Jahr 2008 wurde dieser Film auf die offizielle, vom italienischen Kulturministerium gebilligte Liste „100 erhaltenswerte italienische Filme“ aufgenommen, wo er der älteste vertretene Film ist. Die 100 ausgewählten Filme entstanden zwischen 1942 und 1978 und haben das kollektive Gedächtnis Italiens maßgeblich geprägt.

## Handlung
Mit der frustrierenden Arbeit als Handelsreisender für Schokoladenpralinen und Bonbons muss Paolo Frau, Kinder und einen arbeitslosen Vetter über die Runden bringen. Er erfährt von der Familie jedoch keine Wertschätzung. Bei der morgendlichen Bahn- und Busfahrt bringen ihn sein Mitgefühl und seine Gutmütigkeit gegenüber der verzweifelten jungen Maria in eine verzwickte Lage.
Maria vertraut Paolo und verrät ihm, was sie so sehr belastet: Dass sie ein Kind erwartet von einem Kerl, der sich davongemacht hat. Sie ist unterwegs zum Bauernhof ihrer Eltern, rechnet aber damit, dass ihr traditions- und ehrbewusster Vater sie davonjagen wird. Über Paolo weiß sie nichts außer seiner Gütigkeit. Er gibt ihrer flehenden Bitte nach, sich für einige Stunden als ihr Ehemann auszugeben, um dann wegen seiner Geschäfte weiterzufahren. Marias Vater Luca war verärgert über die heimliche angebliche Heirat, nimmt aber bald das Paar ebenso freudig und großzügig auf wie der Rest der Familie. Für den Abend wird ein Fest angesetzt, dem sich Paolo nicht entziehen kann. Das bereitete Ehebett vermeidet er und verbringt die Nacht im Heuhaufen. Am Morgen ist er vom Landleben begeistert, dennoch möchte er pflichtbewusst den Bus nicht verpassen. Bevor er abreisen kann, stellt ihn Luca, der die Lüge durchschaut hat, zur Rede. Der erboste Vater akzeptiert Paolos Erklärung und lässt ihn ziehen. Unter dem Eindruck von Paolos Appell an sein väterliches Herz gibt Luca nach und erlaubt Maria, im Haus zu bleiben. Paolo kehrt in seinen monotonen Alltag zurück.

## Kritik
Mitten in der Kriegszeit kritisierte der Film eine autoritäre Vaterfigur, die in falschen Entscheidungen gefangen ist, was als Kommentar zum Duce und zum Faschismus interpretiert werden konnte. Die Hauptrolle spielte der bis dahin auf Heldenrollen abonnierte, spätere Peppone-Darsteller Gino Cervi, der hiermit ins Komödienfach wechselte. Die Handlung wurde seither, mit teils erheblichen Änderungen, zwei Mal neu verfilmt, 1956 in Frankreich und 1995 in den Vereinigten Staaten.
Für Jean A. Gili, Verfasser einer Geschichte der italienischen Filmkomödie, zählt Lüge einer Sommernacht zu den unentbehrlichen Werken dieses Genres. Damit beweise Regisseur Blasetti, durch Dramen bekanntgeworden, seine Gewandtheit in allen Registern. Die Busfahrt-Sequenz habe Frische und Spontanität, und Gino Cervi spiele seine Rolle und die Rolle-in-der-Rolle voller Finesse.